# 半硬式飛行船

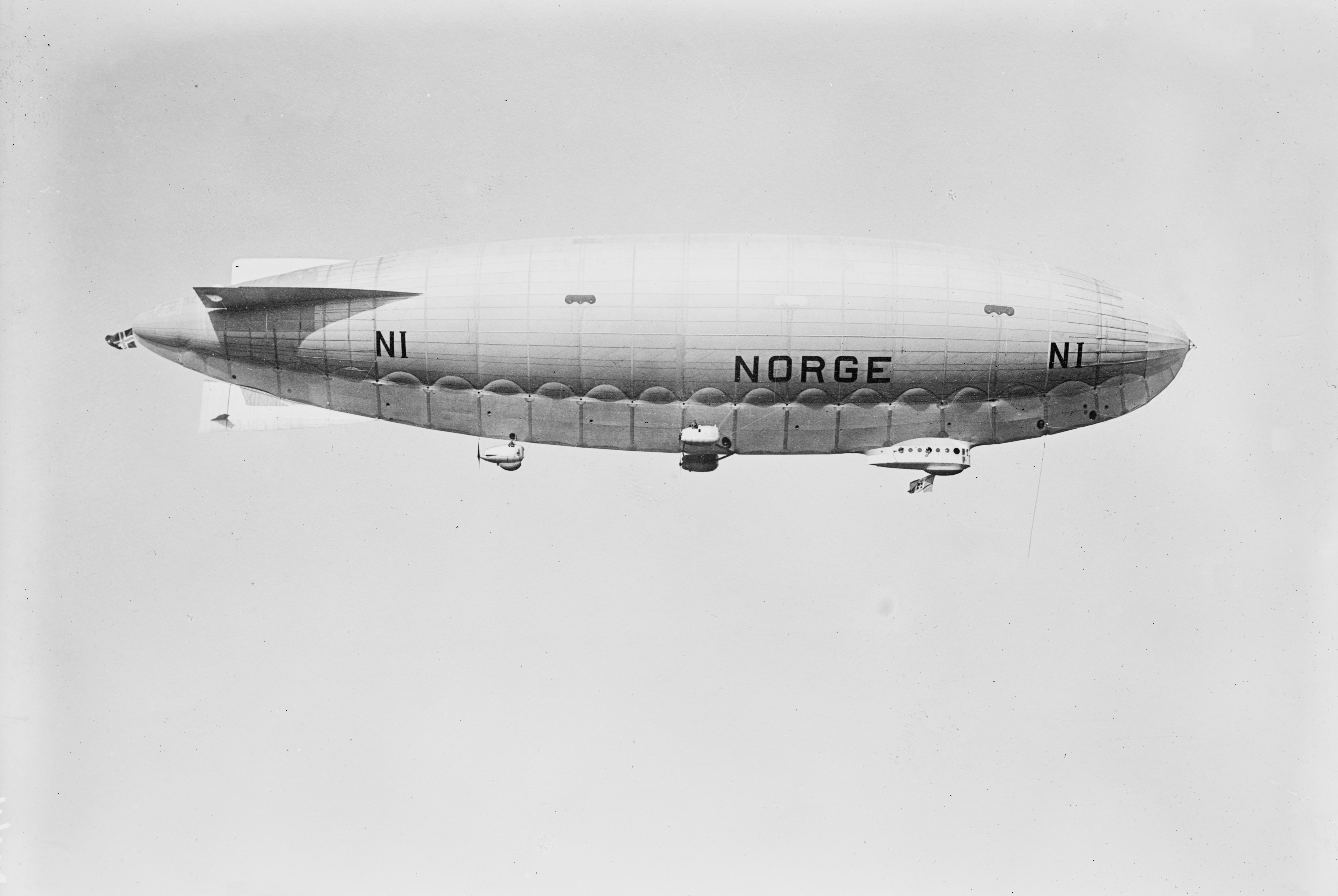
ノルゲ号。探検家ロアール・アムンセンは1926年、半硬式飛行船ノルゲ号で北極点を横断した。

半硬式飛行船（はんこうしきひこうせん、英: Semi-rigid airship）は、部分的な支持構造を持つ飛行船である。半硬式飛行船は、外皮の下に縦軸に沿って、硬い、ないし、ある程度の柔軟さのある「竜骨」を持つ。この部分的な支持構造は外皮の内部にある場合もある。半硬式飛行船は1900年代初期には多く建造されたが、1938年前後以降は、2、3の放棄された計画を除いてただ1つのタイプのみが飛行している。

## 原理
半硬式飛行船のゴンドラとエンジン（場合によっては尾翼も）は、程度の差はあるが船殻に沿って取り付けられる。支持構造はこれらの付属物の荷重を引き受け、また浮揚ガスを船殻の表面全体に均一に行き渡らせる役目を負っており、また、操船の際の船殻に対するストレスを部分的に和らげる効果もあると思われる。半硬式飛行船と軟式飛行船の境界はあいまいであり、特に小型のタイプでは、構造物が単なるゴンドラの延長であって支持構造ではなく荷重と無関係なのか、荷重を支持する「竜骨」なのか、はっきりできない場合もある。
軟式飛行船の場合と同じく、半硬式飛行船も空気力学的な外形は内部のガスの高圧力によって維持される。浮揚ガスの体積の変化は、空気房を使うことによってバランスが取られる。空気房はまたピッチング・コントロールを行うにも有用である。小型のタイプでは浮揚ガスは船体そのものによって維持されるが、大型のタイプではいくつかのガス嚢に分割され、1つのガス嚢が破損しても全体への影響を軽減し、必要な高い圧力を維持できるようになっている。

## 歴史
20世紀の最初の10年間においては、半硬式飛行船は硬式飛行船と違って萎めることができ、収納して陸路または海路で輸送できることから、軍事利用によりふさわしいと考えられた。
初期の成功した例としては、ベルリンの「第2飛行船旅団（Luftschiffer-Bataillon Nr. 2）」のハンス・グロス少佐の設計したグロス＝バゼナッハ（Groß-Basenach）号であり、1907年に第1号機が初飛行した。それは船体の下部に硬い構造を持っていた。このデザインによってさらに1914年までに4隻の軍用飛行船が建造または改造され、M IないしM IVと称された。
大戦間での最も先進的な半硬式飛行船の建造はイタリアで行われた。国営工場SCA（Stabilimento di Costruzioni Aeronautiche）では数隻が建造された。後に将軍となったウンベルト・ノビレはその最も有名なメンバーであり、北極点上空飛行のための「ノルゲ」号や、ソビエト連邦のための「W6 OSOAVIAKhIM」号などを含むいくつかの飛行船を設計し、飛行させた。
ノビレ指揮の下で建造された飛行船は以下のとおり。
- T 34「ローマ（Roma）」（33,810 m3） - 1920年代。
- N 1「ノルゲ（Norge）」（19,000 m3） - 1926年に北極点に到達。
- N 2（7,000 m3） - アウグスタ（イタリア）の格納庫で建造
- N 3（7,774 m3） - 日本海軍の「第六航空船」。1927年4月6日初飛行。同年10月、太平洋上で台風により喪失。[4]
- N 4「イタリア」 - 1928年に北極で遭難。
- N 5（55,000 m3） - 何度か計画の頓挫を繰り返した末、1928年に放棄された。

他の製造者により、以下のような半硬式飛行船が1938年までに建造された。
- 「パクス（Pax）」（フランス） - ブラジルのアウグスト・セヴェーロが設計、1902年、パリでの試験飛行時に爆発炎上し､乗員が死亡した。
- F.1「レオナルド・ダ・ヴィンチ（Leonardo da Vinci）」（イタリア、3,265 m3、40馬力） - エンリコ・フォルラニーニ建造。1909年初飛行、1910年2月1日に修理不能の損傷。
- F2「チッタ・デル・ミラノ（Città del Milano）」（イタリア、11,500 m3、85馬力2基） - フォルラニーニ建造。1913年4月9日初飛行、1914年4月9日、コモにて破壊。
- M.1（イタリア） - 1912年初飛行。長さ83 m、直径17 m、各々1つのプロペラ付きのフィアットSA.76-4エンジン（250馬力）2基装備。ペイロード3,800 kg。初め陸軍、のち海軍に所属し、164回の飛行を行った。1924年退役。
- M.2「チッタ・ディ・フェラーラ（Città di Ferrara）」（イタリア） - 1913年初飛行。M.1と同一（長さ83 m、直径17 m）の外形を持ち、125馬力のエンジン4基で2つのプロペラを駆動した。ペイロード3,000 kg。速度85 km/h。海軍に所属し、イェージを基地とした。1915年6月8日、オーストリアの飛行艇に撃墜された。

- 「ジーメンス＝シュッカート I（Siemens-Schuckert I）」 - 1911年
- 「ルフトシッフ・フォン・フェー（Luftschiff von Veeh）」（または「フェー1（Veeh1）」または「シュタールルフトシッフ（Stahlluftschiff）」 - 1910年代にアルベルト・パウル・フェー（Albert Paul Veeh）によってデュッセルドルフのアポルダで建造。
- アウグスト・フォン・パルセファル（August von Parseval）の飛行船
  - 「PL 26」、「PL 27」
  - 「パルセファル＝ナーツ（Parseval-Naatz）」
- 「グロス＝バゼナッハ（Groß-Basenach）」型飛行船 - プロイセン陸軍向けに5隻建造
- 「ゾディアック V10（Zodiac V10）」 - フランス海軍向けに1930年に建造
- その他、ノビレの「W6 OSOAVIAKhIM」号のようなロシアの飛行船計画
- 「ル・ジョーヌ（Le Jaune）」（フランス） - 1902年11月13日初飛行。[5]
- 「SR.1」（イギリス） - Mタイプの飛行船をイタリアがイギリス向けに建造。1918年。容積12,500 m6sup3;、長さ83 m、直径17 mで、乗員は9人である。内部の構造は三角形を組み合わせた鋼鉄製であった。
- 「O-1」（アメリカ） - イタリアのSCDAが唯一つ、アメリカ海軍向けに建造した半硬式飛行船。
- 「RS-1」（アメリカ） - アメリカで建造された唯一の軍用半硬式飛行船（アメリカ陸軍が使用）。グッドイヤー社製。初飛行は1926年。
- 「ラーブ＝カッツェンシュタイン27（Raab-Katzenstein 27）」 - 1929年5月4日に初飛行。
- 「第八飛行船」 - 日本海軍の飛行船。第六航空船（N3）の代船として建造。1929年7月23日初飛行。[6]

## 1938年以降
2009年現在、飛行している有人半硬式飛行船はツェッペリンNTのみである。ツェペリン NTはわずかに過圧された一つのガス嚢と、一定の大きさに維持された空気房を持ち、トラス構造を内蔵している。
それ以外では以下のものがある。
- CL160「カーゴリフター（Cargolifter）」 - 既に解散したドイツのカーゴリフター社（Cargolifter AG、1996年-2003年）が計画したもの。実現しなかった。[7]
  - 「カーゴリフター・ジョーイ（Cargolifter Joey）」 - カーゴリフター社による小型の試作半硬式飛行船[7]